# FX (América Latina)
O FX (acrônimo de Fox Extended, leia-se efe-ksi) é um canal de televisão por assinatura latinoamericano, de propriedade da The Walt Disney Company América Latina, fundado em 1.° de maio de 2005.

## História
O canal estreou em toda a América Latina no dia 1.° de maio de 2005 (apesar da estreia ter sido anunciada para janeiro), apresentando uma programação diferente do seu canal irmão, a Fox, sendo completamente voltada ao público masculino e trazendo filmes dos gêneros de ação, aventura, comédia (mas sem dramas e clichês), sci-fi, softcore e terror, além de exibir séries e animações, a última sendo mais voltada ao público adulto como Family Guy, American Dad!, The Cleveland Show, Bob's Burgers, King of the Hill e outros (causando também a transferência do bloco Não Perturbe! da Fox para o FX, mas sem a inclusão de Os Simpsons e Futurama, que eram exibidos na faixa e não foram para o novo canal). Outro diferencial com a Fox eram as transmissões esportivas como a Copa Libertadores da América, Copa Sul-Americana, Recopa Sul-Americana (todas até 2014, deixando a grade com o lançamento do sinal secundário do Fox Sports), além de torneios automobilísticos (dividindo a cobertura com o Speed Channel até a extinção deste em 2012 para o lançamento do Fox Sports), competições de pôquer, programas esportivos e a interação com o público através do SMS.
Em 1.° de agosto de 2011, a sua programação passou a ser totalmente dublada (com exceção de Dexter e Spartacus), oferecendo aos telespectadores o serviço de dual audio e legendas. Em meados de 2012, o FX ganhou a sua versão em HD, exibindo somente as produções em alta definição, mas apenas em 2014, o canal passou a se tornar simulcast com o sinal SD.
No dia 5 de fevereiro de 2017, todos os canais da Fox chegaram a ser retirados da Sky. O canal FX foi substituído pelos canais Discovery Turbo, em SD e Investigação Discovery, em HD. Em 11 de fevereiro de 2017, a programadora anunciou a renovação de contrato com a operadora e o canal retornou, mas desta vez deixando o Discovery Turbo, em SD, e Investigação Discovery, em HD.
No dia 27 de fevereiro de 2019, o Conselho Administrativo de Defesa Econômica (Cade) aprovou oficialmente a fusão entre a 21st Century Fox e a The Walt Disney Company. Com isso, o FX, junto com o Fox Channel (atual Star Channel), National Geographic, National Geographic Wild, Nat Geo Kids, Fox Sports e o BabyTV, passaram a ser distribuídos pela Disney. A medida só seria aceita de vez em 6 de maio de 2020, após o Cade decidir revisar a aprovação do processo de fusão, já que a venda não foi concretizada no tempo hábil.
Em 10 de novembro de 2019, transmitiu em conjunto com a ESPN o duelo entre Liverpool e Manchester City pela Premier League de 2019–20. Essa foi a sua primeira transmissão esportiva desde 2014, quando deixou de exibir torneios de futebol.
No dia 1.° de maio de 2021, o FX sofreu uma grande reformulação na programação, fazendo partes das mudanças impostas pela Disney em favor de promover o Star+, deixando de exibir as animações como Family Guy, The Cleveland Show, American Dad! e Bob's Burgers, que até então eram restritas às madrugadas e nas primeiras horas do dia. Desde então, o canal passou a exibir apenas filmes e assim permaneceu até a extinção.
Em 2 de dezembro de 2024, foi anunciado que o canal iria encerrar as suas atividades no Brasil em 28 de fevereiro de 2025, junto com os seus irmãos (exceto a rede de canais ESPN) após a Disney decidir centralizar todo o conteúdo no seu serviço de streaming, além da queda de audiência nos últimos anos.
Apesar do término no Brasil ter sido anunciado para o dia 28, o canal só teve o sinal encerrado ás 7h do dia 1.° de março, após a exibição do filme Invasão. O sinal foi substituído por um slide informativo, apesar de ter deixado as operadoras de televisão por assinatura e streaming já no dia anterior.